# ワシントン・ウィザーズ
ワシントン・ウィザーズ（Washington Wizards）は、アメリカ合衆国ワシントンD.C.に本拠を置く全米プロバスケットボール協会（NBA）のチーム。イースタン・カンファレンス、サウスイースト・ディビジョン所属。チーム名は1997年まで"bullets"「弾丸」であったが、銃社会が批判に曝される風潮の中、イメージダウンを招くとして"Wizard"「魔法使い」に変更された。

## 歴史

### チーム創設期
- 現在、ウィザーズとして知られているチームは、1961年にシカゴ・パッカーズとして新規加入したチームが始まりである。翌年、ゼファーズと名前を変えている。その次の年にメリーランド州ボルティモアに本拠を移動し、ボルティモア・ブレッツになる。1940年代に存在したボルティモア・ブレッツとは何の関係もない。
- 1964-65シーズンを前に大型トレードをデトロイト・ピストンズとの間で行い、このシーズン初めてプレイオフに進出、セントルイス・ホークスを4-1で破り、ウェスタン・カンファレンス決勝でロサンゼルス・レイカーズに2勝4敗で敗退した。

### 1960年代後半から1970年代

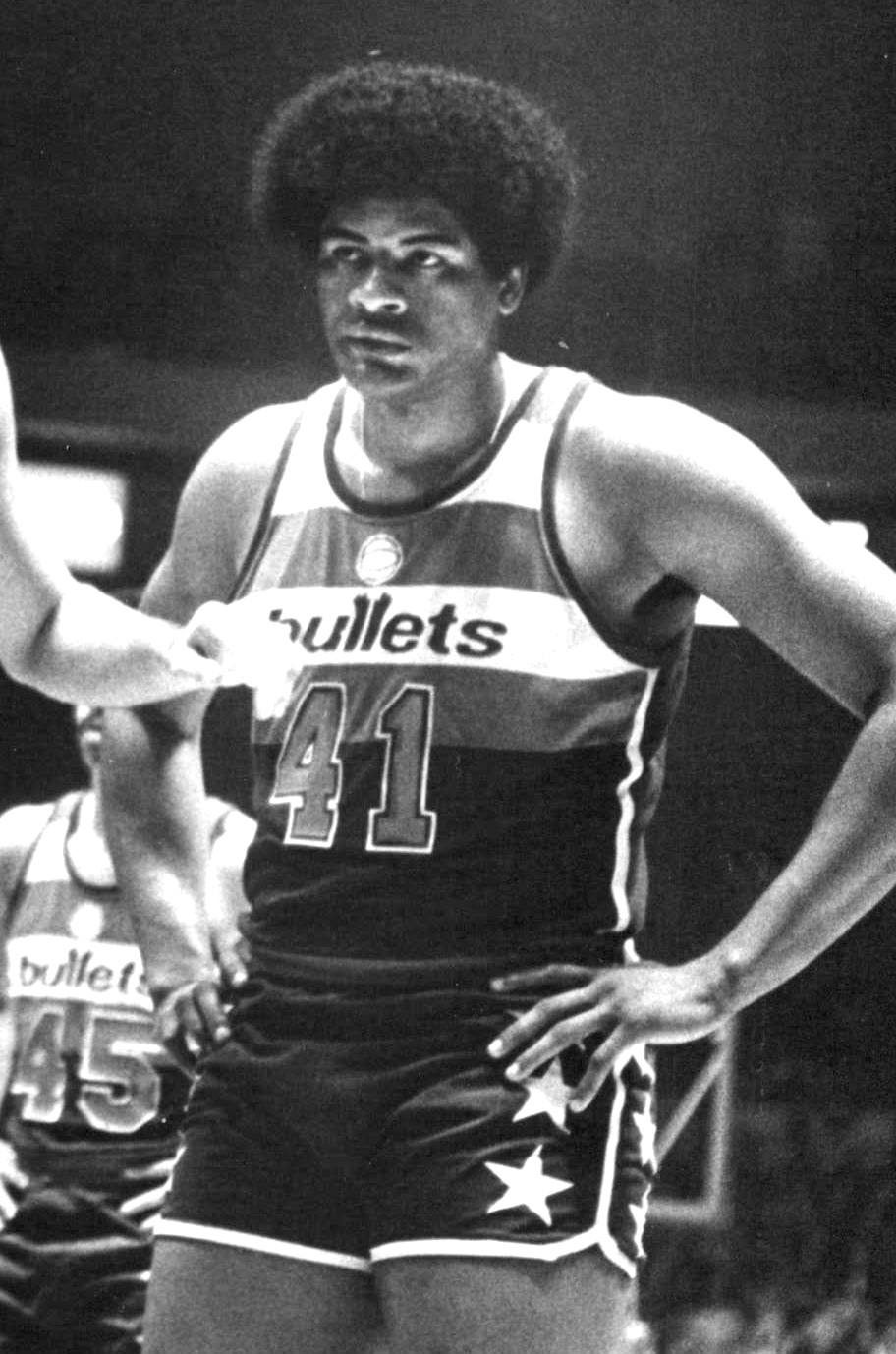
ウェス・アンセルド

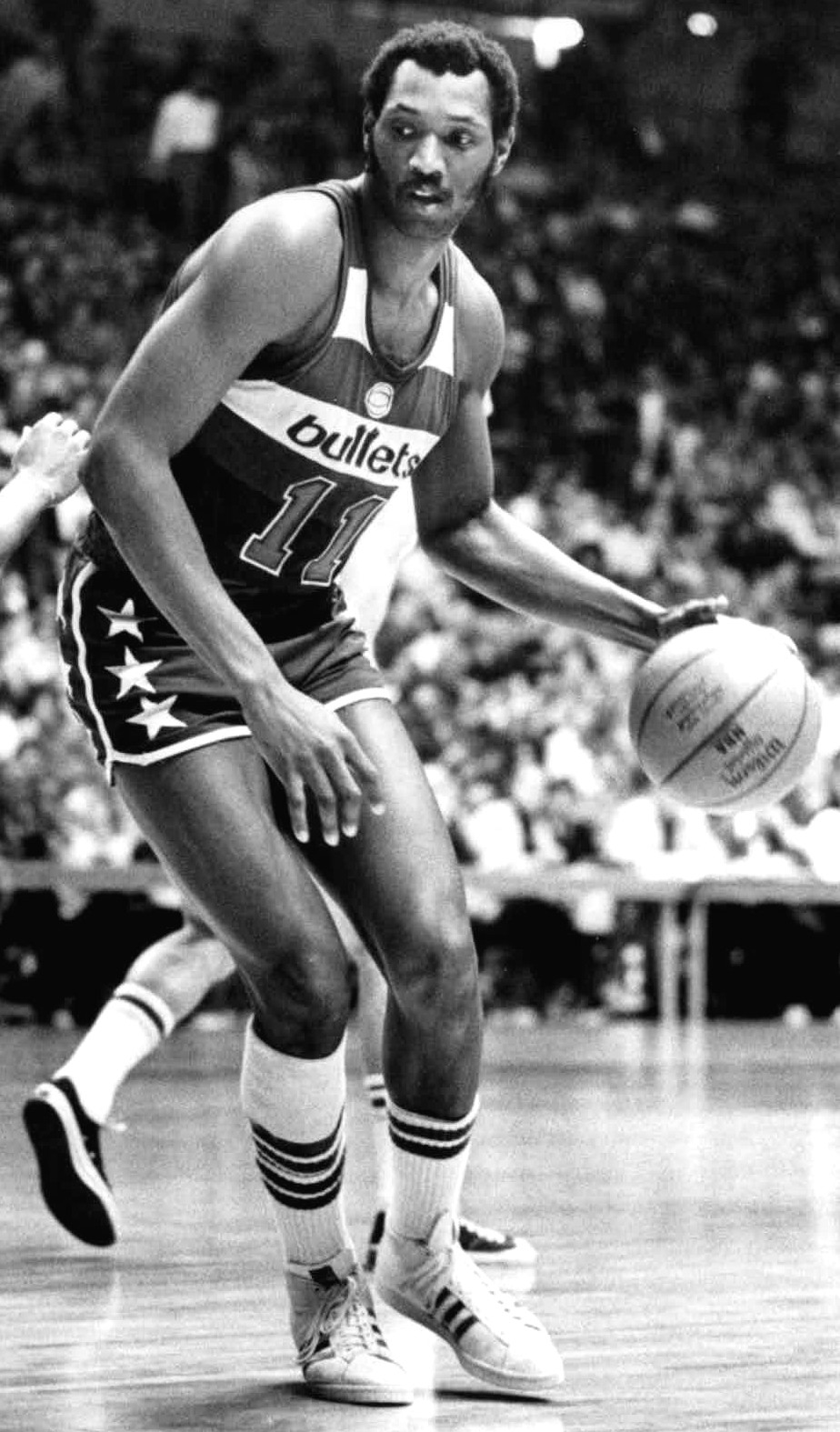
エルヴィン・ヘイズ

- 1968年には、殿堂入りする2選手が加入する。アール・モンローとウェス・アンセルドである。その年チームは前年の36勝から57勝へと大きく改善された。アンセルドは新人王とMVPを獲得した。その年のプレイオフで期待されたブレッツだったが、1回戦でニューヨーク・ニックスの前に0-4で敗退した。その次の年も両チームはプレイオフ1回戦で対戦しニックスが勝ち上がった。
- 70-71シーズン、イースタン・カンファレンス決勝で再びニックスと対戦したが、この時ニックスの主力ウィリス・リードは負傷しており、4-3で勝利したブレッツは初めてNBAファイナルに進出した。しかしファイナルではミルウォーキー・バックスに0-4で一蹴された。そのシーズン以降3年連続でニューヨーク・ニックスとプレイオフで戦い全て敗戦する。
- 1973年にチームは、メリーランド州ランドーバーに移動し、キャピタル・ブレッツになるが、翌年、ワシントン・ブレッツに名前を変える。移転以降も1990年代半ばまでブレッツは年に数試合をボルティモアで行った。
- 1974-75シーズンを60-22(ホームでは36-5）で終了し、2度目のNBAファイナルへと進むが、リック・バリー率いるゴールデンステート・ウォリアーズに0-4で敗れる。
- 翌シーズン前年より12勝減らし、クリーブランド・キャバリアーズにプレイオフで敗れたブレッツは勝率62％を記録したヘッドコーチ、K・C・ジョーンズを解雇する。
- 1977-78シーズン、ディック・モッタに率いられたエルヴィン・ヘイズ、アンセルドのブレッツは44勝38敗でシーズンを終えたがそこから長い道のりであったNBAファイナルまで勝ち進み、シアトル・スーパーソニックスを4-3で破りNBAチャンピオンとなった。翌78-79シーズンも再びNBAファイナルまで進んだが、その年は逆に1勝4敗で敗れた。
- その後も87-88シーズンまでほぼ毎年プレイオフに進出したが、81-82シーズン以降はプレイオフ1回戦を突破することはなく、その後96-97シーズンにプレイオフに進出するまで低迷期を迎えることになる。

### 低迷期
- 1989-90シーズン、ブレッツは5勝1敗でスタートしたが12月半ばから1月半ばまでの18試合で16敗して、平均得点でジェフ・マローンが24.3得点、バーナード・キングが22.3得点あげたが24勝58敗で終わった。
- 1990-91シーズン、ブレッツは30勝しかあげられなかったが、バーナード・キングが1984-85にニューヨーク・ニックスにいたときにひざを故障して以来最高となる平均28.4得点をあげた。この年、彼は50得点以上を2回記録した。
- 1993-94シーズン、ブレッツは故障に泣かされ、レックス・チャップマン、パービス・エリソン、ドラフト1巡目のカルバート・チェイニーがシーズンのほとんど欠場し、24勝58敗に終わった。
- 低迷を打開するため、1994年のNBAドラフトでジュワン・ハワードを指名し、1994-95シーズン途中にトム・ググリオッタと交換でクリス・ウェバーを獲得するなど若返りを図った。
- 翌95-96シーズンは、ウェバーが怪我のためほとんどの試合で欠場したが、ルーキーのラシード・ウォーレスが代わって先発に入り平均二桁得点を残し、ハワードが平均22.1点を記録してオールスターに選ばれるなど将来性を感じさせるシーズンとなった。成績は5割近くまで上げシーズンを終えた。
- 1996年7月にウォーレスとのトレードでロッド・ストリックランドを加えたチームは、1996-97シーズン、44勝38敗の成績を挙げ9年ぶりにプレイオフに進出した。プレイオフはマイケル・ジョーダン率いるシカゴ・ブルズにスウィープで敗れた。

### ワシントン・ウィザーズ初期
- 1995年のオフシーズンにブレッツからウィザーズに名称変更するつもりであることが発表された。高い犯罪率に悩むワシントンD.C.地域にとって、ブレッツ（弾丸）という名称が銃犯罪を連想させることが改名の理由であった。ドラゴンズ、エクスプレス、スタリオンズ、シードッグス、ウィザーズなどが候補になった。
- 1997年5月15日、チームは、ブレッツからウィザーズへの名称変更と新しいロゴについて発表した。また、この年にワシントンD.C.を本拠にし、ベライゾンセンターをホームアリーナとして、現在に至っている。
- 1998年5月、オフコートでの問題が多かったウェバーを放出し、ミッチ・リッチモンドとオーティス・ソープを獲得した。リッチモンドは加入後2シーズン連続で得点面でチームを牽引したが、成績は5割を割るようになり下降していった。

### マイケル・ジョーダンの加入
- 2000年1月19日にマイケル・ジョーダンがウィザーズの共同オーナーに就任するが、2000-01シーズンに過去最低勝率をマークするなど、チーム状態はどん底を極めていた。主力のハワード、リッチモンド、ストリックランドは放出され、チームは再建に入った。
- 2001年、NBAドラフトの全体1位指名権を獲得したチームはクワミ・ブラウンを指名し、その数ヵ月後ジョーダンの復帰を発表した。ジョーダンは負け癖の付いていたチームを引っ張ったが、1年目の2001-02シーズンはジョーダン欠場中の成績が悪く、2年目の2002-03シーズンは、シーズン前にリチャード・ハミルトンと交換でジェリー・スタックハウスを獲得したが、終盤失速し2年連続で37勝45敗でプレイオフ進出を果たせず、ジョーダンは引退した。

### アリーナスの時代

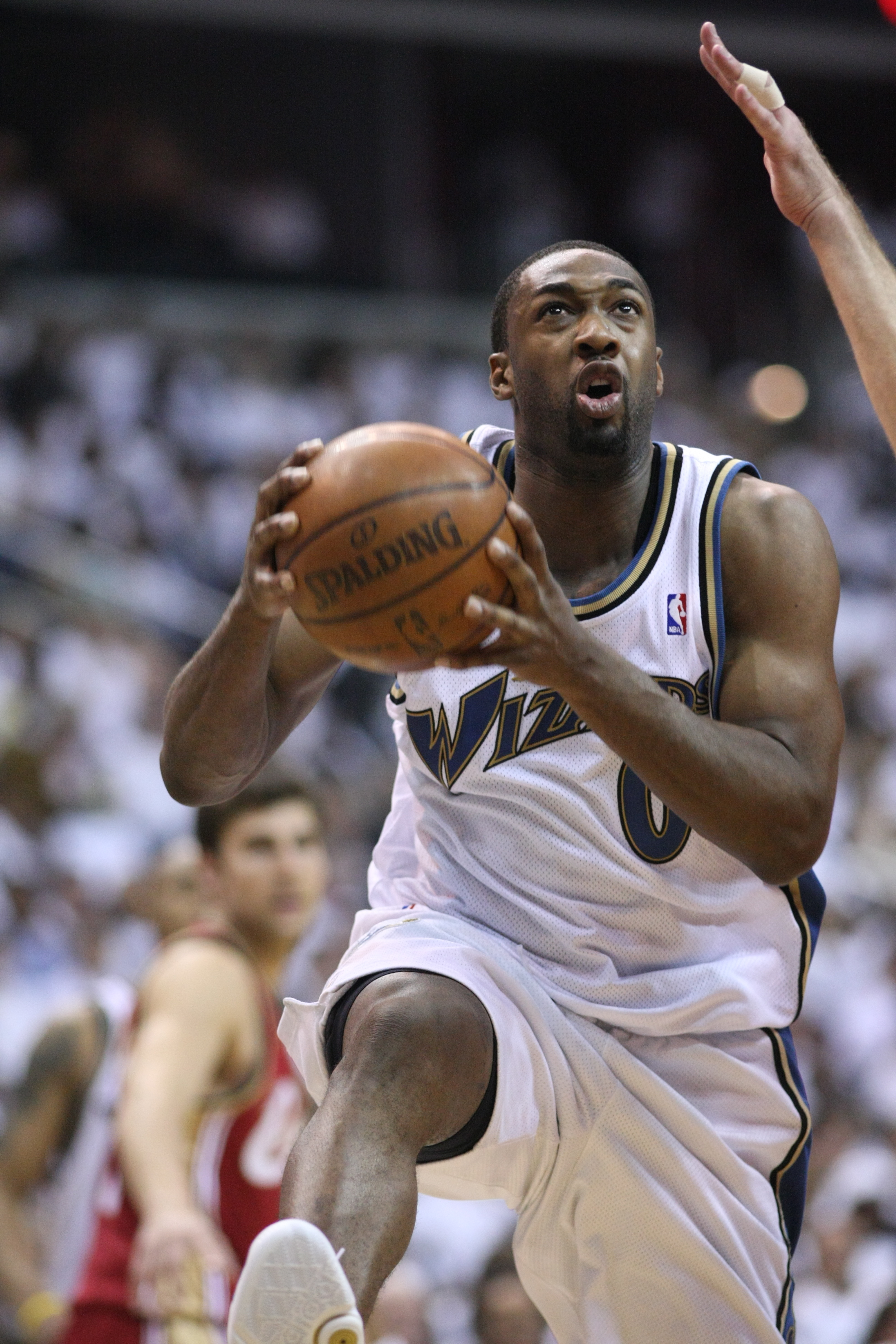
ギルバート・アリーナス

- 2003-04シーズン、FAであったギルバート・アリーナスと契約、ニュージャージー・ネッツのアシスタントコーチであったエディ・ジョーダンがヘッドコーチに就任したが、若い選手が多く依然として低迷から抜け出せなかった。

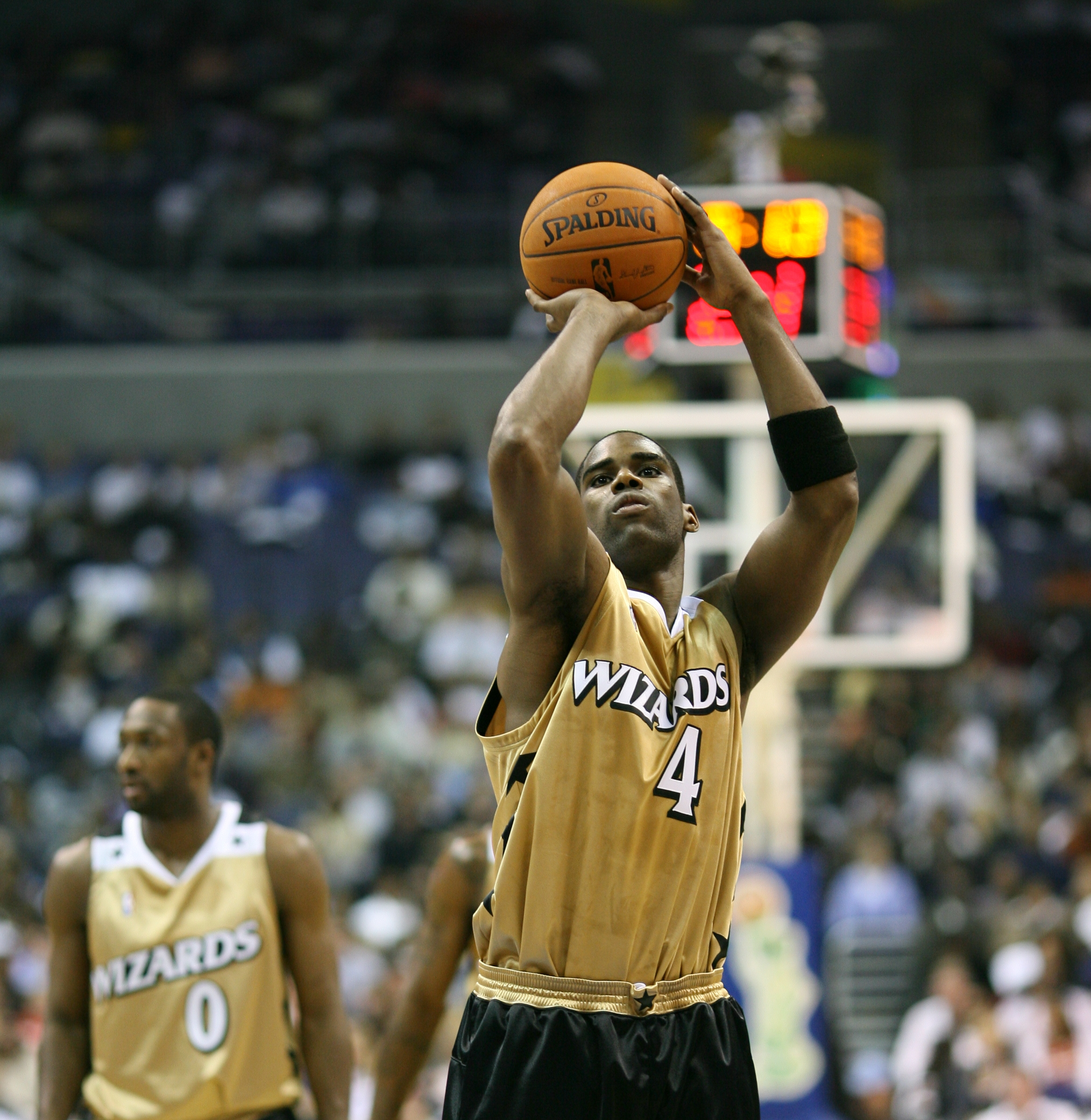
アントワン・ジェイミソン

- 2004-05シーズン、ダラス・マーベリックスから、スタックハウス、レイトナーとドラフト5位指名権でアントワン・ジェイミソンをトレードで獲得、シーズン前の低評価を覆し、ギルバート・アリーナス、アントワン・ジェイミソン、ラリー・ヒューズら主力の活躍によって久々にプレイオフに進出する。翌2005-06シーズンには、FAとなったヒューズを失うも、出場時間を得られず低迷していたクワミ・ブラウンと交換でカロン・バトラーを獲得、新しいビッグスリーを形成するなど的確な補強を行い、2年連続でプレイオフに進出した。

- 以後の2シーズンはアリーナスの負傷欠場などでチーム成績は横ばい状態にある。またプレーオフ1回戦では3シーズン連続でクリーブランド・キャバリアーズと対戦し、いずれも敗退を喫している。

- 2008-09シーズンはアリーナスとブレンダン・ヘイウッドが怪我でシーズンをほぼ全休。チームはウィザーズに名称を変更後、最低の成績でシーズンを終えた。

- 2009-10シーズン、アリーナスがシーズン開幕から先発出場し、プレーオフ返り咲きが期待された。しかし、アリーナスがロッカールームに拳銃を無断で持ち込んだ事が発覚。この不祥事を重くみたリーグはアリーナスと同じくロッカールームに拳銃を無断で持ち込んだジャバリス・クリッテントンをシーズン終了まで出場停止の厳罰処分を下した。この事件後、チームは来季以降の再建を目指して、シーズン中にバトラー、ジェイミソンら主力を次々に放出。新たにジョシュ・ハワードやアル・ソーントンらを獲得したが、ハワードが移籍早々に怪我でシーズン絶望となり、チームも2シーズン連続プレーオフ不出場となった。2009年11月24日にオーナーのエイブ・ポリンが死去した事もあり、チームの雰囲気は最後まで暗いままであった。

### ウォールの時代

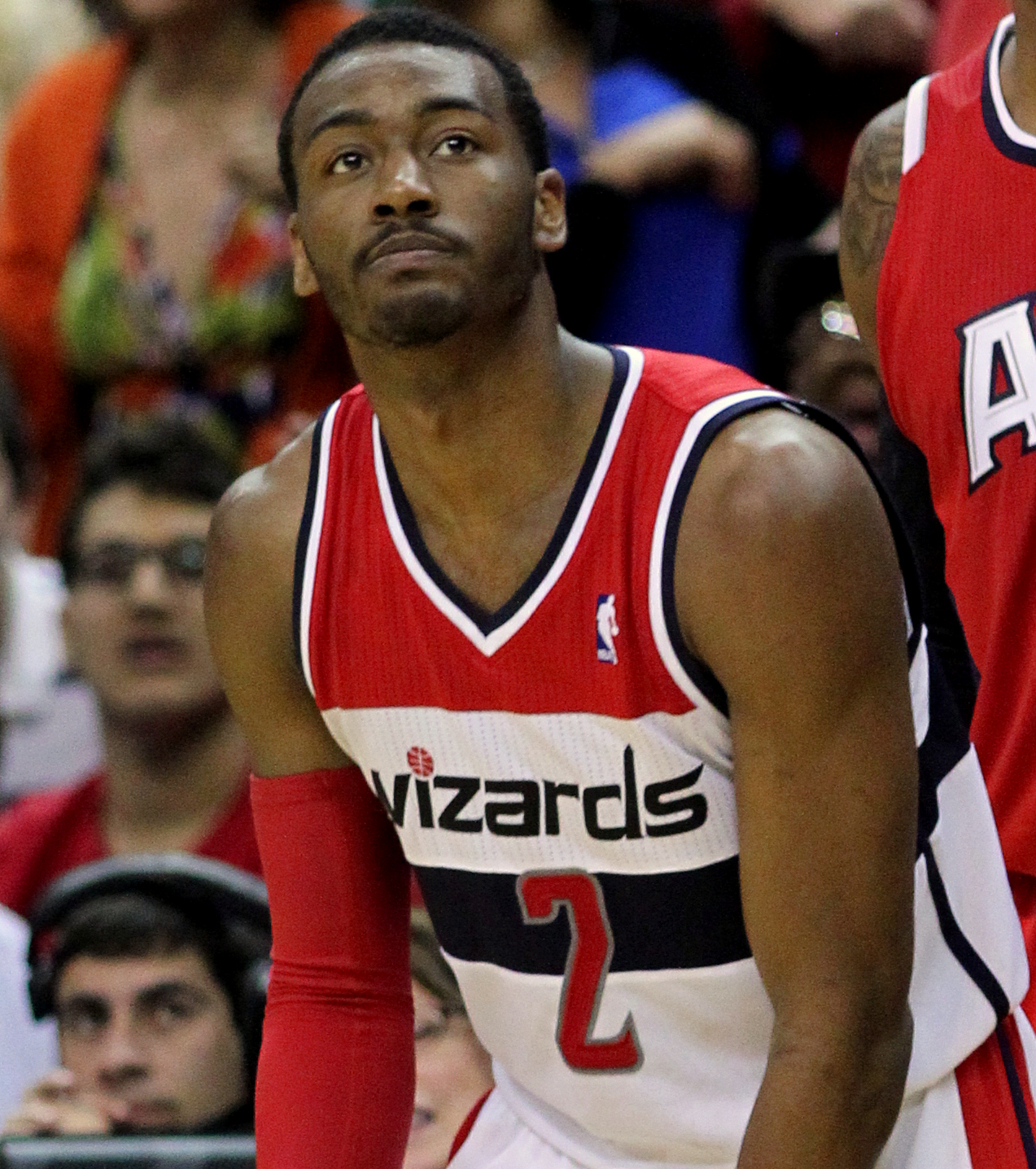
ジョン・ウォール

- 2010-11シーズンは、2010年のNBAドラフト全体1位指名権を獲得。ケンタッキー大学1年のジョン・ウォールを指名した。一方、チームの牽引役として機能しなくなったアリーナスはオーランド・マジックに放出され、以降チームは下降線を辿り、23勝59敗。

- 2011-12シーズンは、開幕から1ヶ月でわずかに3勝と最低の成績で、3勝15敗の時点でフリップ・ソーンダーズが解任されアシスタントコーチのランディ・ウィットマンが、暫定ヘッドコーチを務めた。昨年からのチーム状態は改善を見せず、幾度もの連敗を喫し続けたがトレード期限直前にジャベール・マギーらを放出、ネネイを獲得したことにより改善のきっかけが見え、昨シーズンより僅かではあるが勝率を上げ3割以上とした。

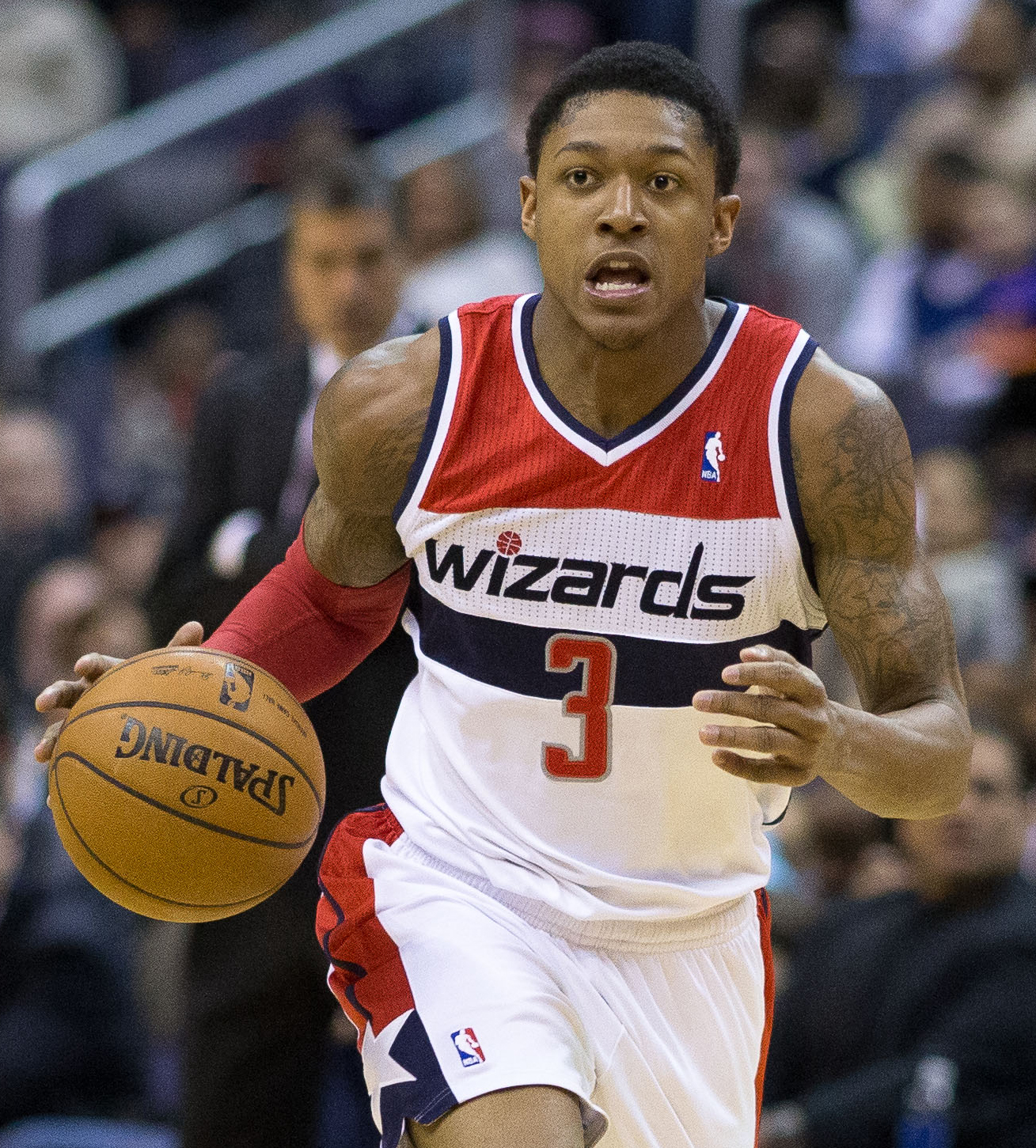
ブラッドリー・ビール

- 2012-13シーズンは、オフに暫定ヘッドコーチだったランディ・ウィットマンが、正式にヘッドコーチに昇格。開幕からチームリーダーのジョン・ウォールが膝の故障で欠場したことが響き、3勝28敗と不調を極めたが、ウォール復帰後は24勝25敗と改善され、エメカ・オカフォー、トレバー・アリーザらの補強や、ルーキーのブラッドリー・ビールが期待された働きを残し、翌シーズンのプレーオフ進出に希望を残した。

- 2013-14シーズンは、マルチン・ゴルタットの加入でフロントコートの厚みが増し、アンドレ・ミラーらの加入で控えの層の厚さも増し、44勝38敗、イースト5位で久々のプレーオフ進出を果たすと、1stラウンドは4勝1敗で4位のシカゴ・ブルズをアップセットし、インディアナ・ペイサーズとのカンファレンスセミファイナルへ進んだが、2勝4敗で敗退した。

- 2014-15シーズンは、元ボストン・セルティックスで、2008年NBAファイナルMVPのポール・ピアースを獲得。優勝経験のある大ベテランの相乗効果で開幕ダッシュに成功。常に安定した戦いぶりで、2年連続でプレーオフ進出を決めた。1stラウンドはトロント・ラプターズを4戦全勝で退けた。セミファイナルのアトランタ・ホークス戦は、第3戦のピアースの決勝ブザービーター3ポイントシュートで2勝1敗と先勝したものの、その後接戦を落とし3連敗で2勝4敗で敗退した。

- 2015-16シーズンは、ブラッドリー・ビールがシーズン通して怪我がちでフルにプレー出来ず、ウォールに負担が増えるという悪循環に陥ってしまう。シーズン途中にマーキーフ・モリスを獲得するなどてこ入れを計るも事態は好転せず、4月にプレーオフ不出場が決定。結局は41勝41敗に終わり、ランディ・ウィットマンHCはシーズン最終戦終了後に解任された。

- 新HCにオクラホマシティ・サンダーを躍進させたスコット・ブルックスを招聘したウィザーズは、ブルックスHCのサンダー時代の教え子でワシントンD.C.出身のケビン・デュラントの獲得を試みるも、敢えなく失敗。2016-17シーズンは開幕当初は大きく出遅れたものの、徐々に調子を上げ快進撃を展開。1979年以来の地区優勝も決めた。

- 2017-18シーズンはシーズン途中の2018年1月30日にエースのジョン・ウォールを膝の手術の為に離脱するが[4]、2018年3月31日に行われたシャーロット・ホーネッツ戦で2か月振りに復帰し15得点、14アシストを記録した[5]。結局レギュラーシーズンは43勝39敗のカンファレンス8位で終了した。プレーオフではカンファレンス1位のトロント・ラプターズに2勝4敗で1回戦敗退した[6]。
- 2018-2019シーズンは32勝50敗でプレーオフ進出を逃した。

### ビールの時代

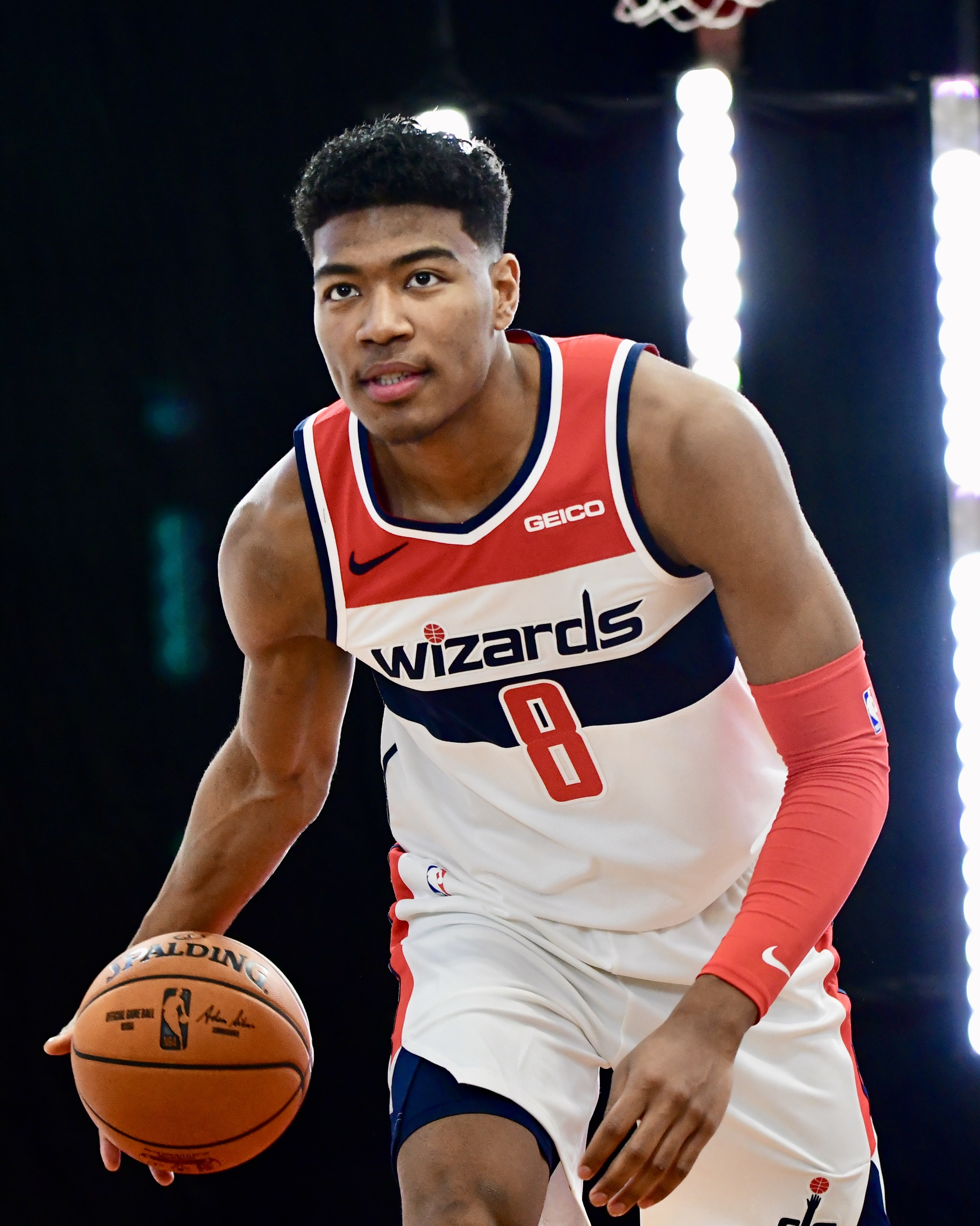
八村塁

- 2019年のドラフト全体9位でゴンザガ大学の八村塁を指名。八村はドラフト1巡目で指名された史上初の日本人となった。

- 2020年12月、ヒューストン・ロケッツのラッセル・ウェストブルックと1巡目指名権との引き換えに、ジョン・ウォールを放出した[7][8]。

- 2020年のNBAドラフトでは、全体9位でイスラエル出身のデニ・アヴディアを、全体37位でチェコ出身のヴィト・クレイチを指名した。クレイチの指名権は、後にオクラホマシティ・サンダーのキャシアス・ウィンストン（英語版）とトレードされた。

- 2020-21シーズンは34勝38敗で2017-18シーズン以来のプレーオフに進出した。シーズン終了後の2021年6月16日、5年間ウィザーズのヘッドコーチを務めてきたスコット・ブルックスと契約延長には至らず、解任となった[9]。

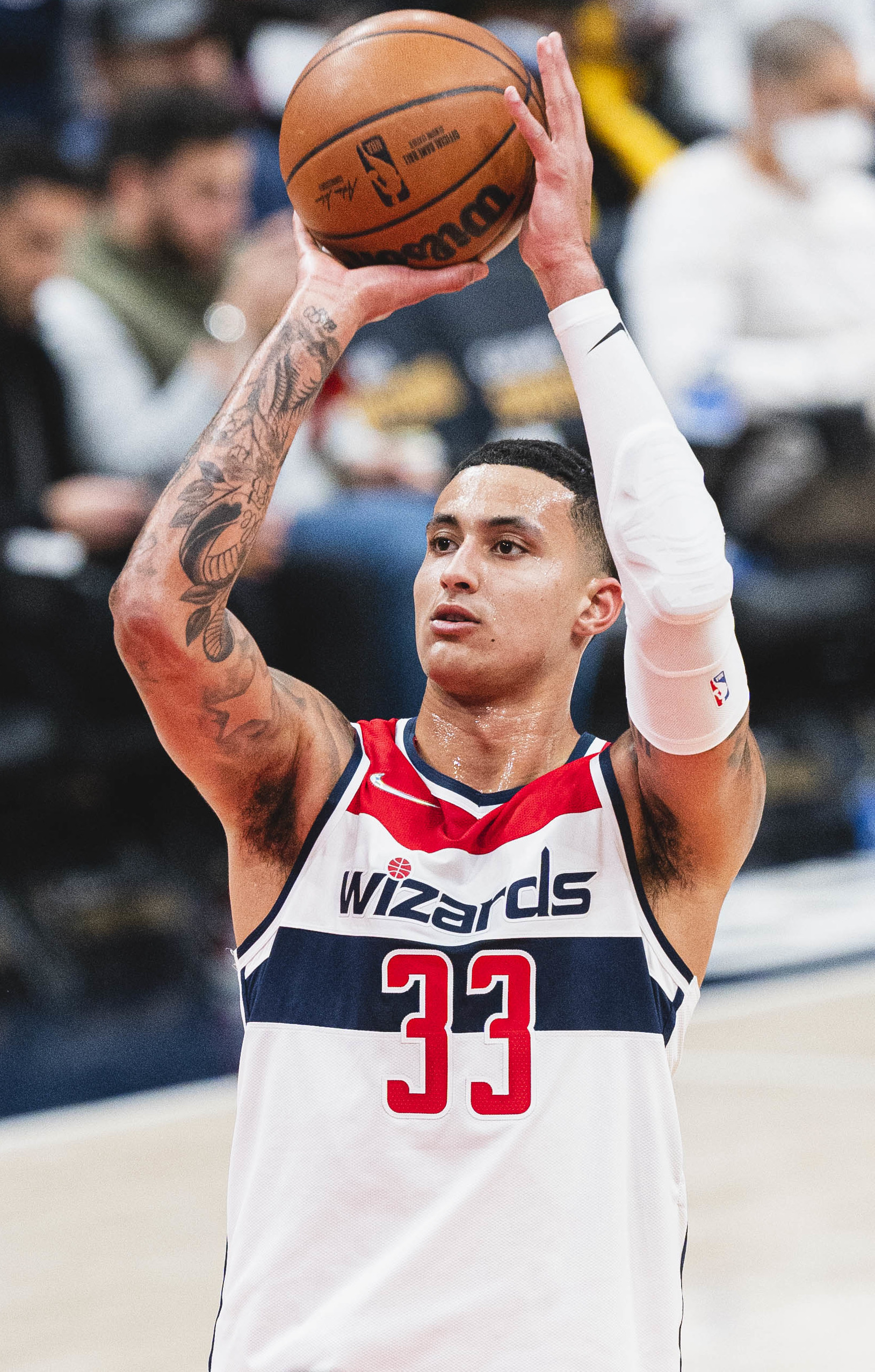
カイル・クーズマ

- 2021-22シーズン、オフシーズンに永久欠番のウェス・アンセルドの息子であるウェス・アンセルド・ジュニアをヘッドコーチに招聘。また、5チーム間の大型トレードを敢行しロサンゼルス・レイカーズからカイル・クーズマ、ケンテイビアス・コールドウェル＝ポープ、モントレズ・ハレル、ブルックリン・ネッツからスペンサー・ディンウィディーを獲得し、レイカーズへウェストブルックを放出するなど大規模なチーム改革を実施した。2023年2月11日にダラス・マーベリックスのクリスタプス・ポルジンギスと引き換えに、スペンサー・ディンウィディーとダービス・ベルターンスを放出した。2022年11月15日時点で10勝3敗の好スタートを切るも徐々に失速し、シーズン成績は35勝37敗と奮わずプレーオフ進出を逃した。

- 2022-23シーズン、オフシーズン中にブラッドリー・ビールとノー・トレード条項付きの5年総額2億5,100万ドルのマックス契約を締結。2022年9月30日から10月2日にかけてさいたまスーパーアリーナで行われたNBA JAPAN GAMES 2022に来日しゴールデンステート・ウォリアーズとプレシーズンゲームを2試合行った。2023年1月23日、ロサンゼルス・レイカーズとのトレードで八村塁を放出、ケンドリック・ナンを獲得した。シーズン成績35勝37敗で2年連続プレーオフ進出を逃した。

### 再建へ
- 2023-24シーズン開幕前に、フランチャイズ・プレイヤーであるビールをフェニックス・サンズへ放出し、12回のオールスター経験のあるクリス・ポールを獲得。そして、ポルジンギスをボストン・セルティックスへ放出し、タイアス・ジョーンズ、ダニーロ・ガリナリ、マイク・マスカラなどを獲得した。さらに、ポールをゴールデンステート・ウォリアーズへ放出し、ジョーダン・プール、パトリック・ボールドウィン・ジュニア、金銭を獲得した。2024年1月26日に、ヘッドコーチのウェス・アンセルド・ジュニアを解雇し、新たにブライアン・キーフがヘッドコーチに就任した。しかし、チームは2月に行われた全試合に敗北し、史上15番目となる1ヶ月全敗をしたチームとなってしまった。最終的に、チームは15勝67敗でシーズンを終え、プレーオフ進出を逃した。

- 2024年のNBAドラフトにて全体2位でアレクサンドル・サーを指名し、ドラフト当日のトレードでデニ・アヴディアをポートランド・トレイルブレイザーズへ放出し、シックスマン賞を受賞した経験のあるマルコム・ブログドン、全体14位指名のカールトン・カリントンを獲得した[10]。

## シーズンごとの成績
Note: 勝 = 勝利数, 敗 = 敗戦数, % = 勝率 
| シーズン               | 勝    | 敗    | %    | プレーオフ                                                                  | 結果 |
| ---------------------- | ----- | ----- | ---- | --------------------------------------------------------------------------- | --- |
| シカゴ・パッカーズ     |       |       |      |                                                                             | |
| 1961–62                | 18    | 62    | .225 |                                                                             | |
| シカゴ・ゼファーズ     |       |       |      |                                                                             | |
| 1962–63                | 25    | 55    | .313 |                                                                             | |
| ボルティモア・ブレッツ |       |       |      |                                                                             | |
| 1963–64                | 31    | 49    | .388 |                                                                             | |
| 1964–65                | 37    | 43    | .463 | ディビジョン準決勝勝利 ディビジョン決勝敗退                                 | ボルティモア 3, セントルイス 1 レイカーズ 4, ボルティモア 2                                             |
| 1965–66                | 38    | 42    | .475 | ディビジョン準決勝敗退                                                      | セントルイス 3, ボルティモア 0                                                                          |
| 1966–67                | 20    | 61    | .247 |                                                                             | |
| 1967–68                | 36    | 46    | .439 |                                                                             | |
| 1968–69                | 57    | 25    | .695 | ディビジョン準決勝敗退                                                      | ニックス 4, ボルティモア 0                                                                              |
| 1969–70                | 50    | 32    | .610 | ディビジョン準決勝敗退                                                      | ニックス 4, ボルティモア 3                                                                              |
| 1970–71                | 42    | 40    | .512 | カンファレンス準決勝勝利 カンファレンス決勝勝利 NBAファイナル敗退           | ボルティモア 4, シクサーズ 3 ボルティモア 4, ニックス 3 バックス 4, ボルティモア 0                      |
| 1971–72                | 38    | 44    | .463 | カンファレンス準決勝敗退                                                    | ニックス 4, ボルティモア 2                                                                              |
| 1972–73                | 52    | 30    | .634 | カンファレンス準決勝敗退                                                    | ニックス 4, ボルティモア 1                                                                              |
| キャピタル・ブレッツ   |       |       |      |                                                                             | |
| 1973–74                | 47    | 35    | .573 | カンファレンス準決勝敗退                                                    | ニックス 4, キャピタル 3                                                                                |
| ワシントン・ブレッツ   |       |       |      |                                                                             | |
| 1974–75                | 60    | 22    | .732 | カンファレンス準決勝勝利 カンファレンス決勝勝利 NBAファイナル敗退           | ワシントン 4, バッファロー 3 ワシントン 4, セルティックス 2 ウォリアーズ 4, ワシントン 0                |
| 1975–76                | 48    | 34    | .585 | カンファレンス準決勝敗退                                                    | キャブス 4, ワシントン 3                                                                                |
| 1976–77                | 48    | 34    | .585 | 1回戦勝利 カンファレンス準決勝敗退                                          | ワシントン 2, キャブス 1 ロケッツ 4, ワシントン 2                                                       |
| 1977–78                | 44    | 38    | .537 | 1回戦勝利 カンファレンス準決勝勝利 カンファレンス決勝勝利 NBAファイナル優勝 | ワシントン 2, ホークス 0 ワシントン 4, スパーズ 2 ワシントン 4, シクサーズ 2 ワシントン 4, ソニックス 3 |
| 1978–79                | 54    | 28    | .659 | カンファレンス準決勝勝利 カンファレンス決勝勝利 NBAファイナル敗退           | ワシントン 4, ホークス 3 ワシントン 4, スパーズ 3 ソニックス 4, ワシントン 1                            |
| 1979–80                | 39    | 43    | .476 | 1回戦敗退                                                                   | シクサーズ 2, ワシントン 0                                                                              |
| 1980–81                | 39    | 43    | .476 |                                                                             | |
| 1981–82                | 43    | 39    | .524 | 1回戦勝利 カンファレンス準決勝敗退                                          | ワシントン 2, ネッツ 0 セルティックス 4, ワシントン 1                                                   |
| 1982–83                | 42    | 40    | .512 |                                                                             | |
| 1983–84                | 35    | 47    | .427 | 1回戦敗退                                                                   | セルティックス 3, ワシントン 1                                                                          |
| 1984–85                | 40    | 42    | .488 | 1回戦敗退                                                                   | シクサーズ 3, ワシントン 1                                                                              |
| 1985–86                | 39    | 43    | .476 | 1回戦敗退                                                                   | シクサーズ, 3, ワシントン 2                                                                             |
| 1986–87                | 42    | 40    | .512 | 1回戦敗退                                                                   | ピストンズ 3, ワシントン 0                                                                              |
| 1987–88                | 38    | 44    | .463 | 1回戦敗退                                                                   | ピストンズ 3, ワシントン 2                                                                              |
| 1988–89                | 40    | 42    | .488 |                                                                             | |
| 1989–90                | 31    | 51    | .378 |                                                                             | |
| 1990–91                | 30    | 52    | .366 |                                                                             | |
| 1991–92                | 25    | 57    | .305 |                                                                             | |
| 1992–93                | 22    | 60    | .268 |                                                                             | |
| 1993–94                | 24    | 58    | .293 |                                                                             | |
| 1994–95                | 21    | 61    | .256 |                                                                             | |
| 1995–96                | 39    | 43    | .476 |                                                                             | |
| 1996–97                | 44    | 38    | .537 | 1回戦敗退                                                                   | ブルズ 3, ワシントン 0                                                                                  |
| ワシントン・ウィザーズ |       |       |      |                                                                             | |
| 1997–98                | 42    | 40    | .512 |                                                                             | |
| 1998–99                | 18    | 32    | .360 |                                                                             | |
| 1999–00                | 29    | 53    | .354 |                                                                             | |
| 2000–01                | 19    | 63    | .232 |                                                                             | |
| 2001–02                | 37    | 45    | .451 |                                                                             | |
| 2002–03                | 37    | 45    | .451 |                                                                             | |
| 2003–04                | 25    | 57    | .305 |                                                                             | |
| 2004–05                | 45    | 37    | .549 | 1回戦勝利 カンファレンス準決勝敗退                                          | ウィザーズ 4, ブルズ 2 ヒート 4, ウィザーズ 0                                                           |
| 2005–06                | 42    | 40    | .512 | 1回戦敗退                                                                   | キャブス 4, ウィザーズ 2                                                                                |
| 2006-07                | 41    | 41    | .500 | 1回戦敗退                                                                   | キャブス 4, ウィザーズ 0                                                                                |
| 2007-08                | 43    | 39    | .524 | 1回戦敗退                                                                   | キャブス 4, ウィザーズ 2                                                                                |
| 2008-09                | 19    | 63    | .232 |                                                                             | |
| 2009-10                | 26    | 56    | .317 |                                                                             | |
| 2010–11                | 23    | 59    | .280 |                                                                             | |
| 2011–12                | 20    | 46    | .303 |                                                                             | |
| 2012–13                | 29    | 53    | .354 |                                                                             | |
| 2013–14                | 44    | 38    | .537 | 1回戦勝利 カンファレンス準決勝敗退                                          | ウィザーズ 4, ブルズ1 ペイサーズ 4, ウィザーズ 2                                                        |
| 2014–15                | 46    | 36    | .561 | 1回戦勝利 カンファレンス準決勝敗退                                          | ウィザーズ 4, ラプターズ 0 ホークス 4, ウィザーズ 2                                                     |
| 2015–16                | 41    | 41    | .500 |                                                                             | |
| 2016–17                | 49    | 33    | .598 | 1回戦勝利 カンファレンス準決勝敗退                                          | ウィザーズ 4, ホークス 2 セルティックス 4, ウィザーズ 3                                                 |
| 2017–18                | 43    | 39    | .524 | 1回戦敗退                                                                   | ラプターズ 4, ウィザーズ 2                                                                              |
| 2018–19                | 32    | 50    | .390 |                                                                             | |
| 2019–20                | 25    | 47    | .347 |                                                                             | |
| 2020–21                | 34    | 38    | .472 | 1回戦敗退                                                                   | 76ers 4, ウィザーズ 1                                                                                   |
| 2021–22                | 35    | 47    | .427 |                                                                             | |
| 2022–23                | 35    | 47    | .390 |                                                                             | |
| 2023–24                | 15    | 67    | .347 |                                                                             | |
| 通算勝敗               | 2,272 | 2,815 | .447 |                                                                             | |
| プレイオフ             | 99    | 138   | .418 | 優勝1回                                                                     | |

## 主な選手

### 保有するドラフト交渉権
ウィザーズは、NBA以外のリーグでプレーしている以下の未契約ドラフト指名選手の交渉権を保有している。ドラフトで指名された選手（海外出身の選手または大学選手で、ドラフトで指名したチームと契約していない選手）は、NBA以外のどのチームとでも契約することが認められており、この場合、そのチームは、その選手のNBA以外のチームとの契約が終了してから1年後まで、その選手のNBAでの交渉権を保持することになる。このリストには、他球団とのトレードで獲得した交渉権も含まれている。
| ドラフト年 | 巡目 | 指名順 | 選手             | ポジション | 国籍             | 現所属チーム                            | 注釈 | 参照   |
| ---------- | ---- | ------ | ---------------- | ---------- | ---------------- | --------------------------------------- | ---- | ------ |
| 2022       | 2    | 54     | ヤニック・ゾーサ | C          | コンゴ民主共和国 | バロンセスト・フエンラブラダ (スペイン) |      | [ 12 ] |

### 年代別主要選手
太文字…殿堂入り選手 (C)…優勝時に在籍した選手 (M)…在籍時にMVPを獲得した選手 (50)…偉大な50人 (75)…偉大な75人
| 1960年代 (プレイオフ進出：3回) - ウォルト・ベラミー (Walt Bellamy) ：1961-1965 - ガス・ジョンソン (Gus Johnson) ：1963-1972 - ケビン・ローアリー (Kevin Loughery) ：1963-1972 - ドン・オール (Don Ohl) ：1964-1968 - ジャック・マリン (Jack Marin) ：1966-1972 - アール・モンロー (Earl Monroe) ：1967-1971 (50)(75) - レイ・スコット (Ray Scott) ：1967-1970 - ウェス・アンセルド (Wes Unseld) ：1968-1981 (C)(M)(50)(75) 1970年代 (プレイオフ進出：10回 ファイナル進出：4回 優勝：1回) - フィル・シェニエ (Phil Chenier) ：1971-1979 (C) - エルヴィン・ヘイズ (Elvin Hayes) ：1972-1981 (C)(50)(75) - ボブ・ダンドリッジ (Bob Dandridge) ：1977-1981 (C) 1980年代 (プレイオフ進出：7回) - ジェフ・ルーランド (Jeff Ruland) ：1981-1986 - ジェフ・マローン (Jeff Malone) ：1983-1990 - マヌート・ボル (Manute Bol) ：1985-1988 - モーゼス・マローン (Moses Malone) ：1986-1988 (50)(75) - マグジー・ボーグス (Muggsy Bogues) ：1987-1988 - バーナード・キング (Bernard King) ：1987-1991 1990年代 (プレイオフ進出：1回) - トム・ググリオッタ (Tom Gugliotta) : 1992-1994 - ジュワン・ハワード (Juwan Howard) ：1994-2001 - クリス・ウェバー (Chris Webber) ：1994-1998 - ゲオルゲ・ムレシャン (Gheorghe Mureșan) ：1995-1997 - ラシード・ウォーレス (Rasheed Wallace) ：1995-1996 - トレーシー・マレー (Tracy Murray) : 1996-2000 - ロッド・ストリックランド (Rod Strickland) ：1996-2001 - クリス・ホイットニー (Chris Whitney) ：1996-2002、2003-2004 - ベン・ウォーレス (Ben Wallace) ：1996-1999 - ミッチ・リッチモンド (Mitch Richmond) ：1999-2001 - リチャード・ハミルトン (Richard Hamilton) : 1999-2002 | 2000年代 (プレイオフ進出：3回) - イータン・トーマス (Etan Thomas) : 2001-2008 - コートニー・アレクサンダー (Courtney Alexander) : 2001-2002 - マイケル・ジョーダン (Michael Jordan) ：2001-2003 (50)(75) - クワミ・ブラウン (Kwame Brown) ：2001-2005 - ブレンダン・ヘイウッド (Brendan Haywood) ：2001-2010 - ティロン・ルー (Tyronn Lue) ： 2001-2003 - ラリー・ヒューズ (Larry Hughes) ：2002-2005 - ジェリー・スタックハウス (Jerry Stackhouse) ：2002-2005 - ジャレッド・ジェフリーズ (Jared Jeffries) ：2002-2006 - ギルバート・アリーナス (Gilbert Arenas) ：2003-2010 - ジャービス・ヘイズ (Jarvis Hayes) ：2003-2007 - アントワン・ジェイミソン (Antawn Jamison) ：2004-2010 - カロン・バトラー (Caron Butler) ：2005-2010 - アンドレイ・ブラッチ (Andray Blatche) ：2005-2012 - ニック・ヤング (Nick Young) : 2007-2012 - ジャベール・マギー (JaVale McGee) : 2008-2012 2010年代 (プレイオフ進出 : 4回) - ジョン・ウォール (John Wall) : 2010-2020 - ケビン・セラフィン (Kevin Séraphin) : 2010-2015 - トレバー・アリーザ (Trevor Ariza) : 2012-2014, 2018-2019 - ブラッドリー・ビール (Bradley Beal) : 2012-2023 - ネネイ (Nenê) : 2012-2016 - マルチン・ゴルタット (Marcin Gortat) : 2013-2018 - オット・ポーター・ジュニア (Otto Porter) : 2013-2018 - ポール・ピアース (Paul Pierce) : 2014-2015 (75) - マーキーフ・モリス (Markieff Morris) : 2016-2018 - トーマス・ブライアント (Thomas Bryant) : 2017-2022 - トロイ・ブラウン・ジュニア (Troy Brown Jr.) : 2017-2021 - 八村塁 (Rui Hachimura) : 2019-2023 - ダービス・ベルターンス (Dāvis Bertāns) : 2019-2022 - イシュ・スミス (Ish Smith) : 2019-2021、2022 2020年代 (プレイオフ進出 : 1回) - デニ・アヴディア (Deni Avdija) : 2020-2024 - ラッセル・ウェストブルック (Russell Westbrook) : 2020-2021 (75) - ダニエル・ギャフォード (Daniel Gafford) : 2021-2024 - コーリー・キスパート (Corey Kispert) : 2021- - カイル・クーズマ (Kyle Kuzma) : 2021-2025 - ケンテイビアス・コールドウェル＝ポープ (Kentavious Caldwell-Pope) : 2021-2022 - スペンサー・ディンウィディー (Spencer Dinwiddie) : 2021-2022 - モントレズ・ハレル (Montrezl Harrell) : 2021-2022 - クリスタプス・ポルジンギス (Kristaps Porziņģis) : 2022-2023 - タイアス・ジョーンズ (Tyus Jones) : 2023-2024 - ジョーダン・プール (Jordan Poole) : 2023- - マービン・バグリー3世 (Marvin Bagley III) : 2024- |

## コーチ、その他

### 歴代ヘッドコーチ
| - ジム・ポラード (Jim Pollard) (1961-62) - ジャック・マクマホン (Jack McMahon) (1962-63) - スリック・レナード (Bob Leonard) (1962-63/1963-64) - バディ・ジャネット (Buddy Jeannette) (1964-65) - ポール・シーモア (Paul Seymour) (1965-66) - マイク・ファーマー (Mike Farmer) (1966-67) - バディ・ジャネット (Buddy Jeannette) (1966-67) - ジーン・シュー (Gene Shue) (1966-67/1972-73) - K・C・ジョーンズ (K.C. Jones) (1973-74/1975-76) - ディック・モッタ (Dick Motta) (1976-77/1979-80) - ジーン・シュー (Gene Shue) (1980-81/1985-86) - ケビン・ローアリー (Kevin Loughery) (1985-86/1987-88) | - ウェス・アンセルド (Wes Unseld) (1987-88/1993-94) - ジム・ライナム (Jim Lynam) (1994-95/1996-97) - バーニー・ビッカースタッフ (Bernie Bickerstaff) (1996-97/1998-99) - ジム・ブロヴェリ (Jim Brovelli) (1998-99) - ダレル・ウォーカー (Darrell Walker) (1999-00) - ガー・ハード (Gar Heard) (1999-00) - レナード・ハミルトン (Leonard Hamilton) (2000-01) - ダグ・コリンズ (Doug Collins) (2001-02/2002-03) - エディ・ジョーダン (Eddie Jordan) (2003-04/2008/09) - フリップ・ソーンダーズ (Flip Saunders) (2009-11) - ランディ・ウィットマン (Randy Wittman) (2011-2016) - スコット・ブルックス (Scott Brooks) (2016-2021) - ウェス・アンセルド・ジュニア (Wes Unseld Jr.) (2021-2024) - ブライアン・キーフ (Brian Keefe) (2024- ) |

## 栄誉

### 永久欠番
| ワシントン・ウィザーズ永久欠番 |                    |            |           |                |
| No.                            | 選手               | ポジション | 在籍期間  | 式典日         |
| 10                             | アール・モンロー   | G          | 1967–1971 | 2007年12月1日  |
| 11                             | エルヴィン・ヘイズ | F          | 1972–1981 | 1981年11月20日 |
| 25                             | ガス・ジョンソン   | F          | 1963–1972 | 1986年12月13日 |
| 41                             | ウェス・アンセルド | C          | 1968–1981 | 1981年11月3日  |
| 45                             | フィル・シェニエ   | G          | 1971–1979 | 2018年3月23日  |

注釈
- 2022年8月11日に、NBAはビル・ラッセルの背番号「6」を全チームの永久欠番とした[13][14]。

### 殿堂入り
| ワシントン・ウィザーズ殿堂入り | ワシントン・ウィザーズ殿堂入り | ワシントン・ウィザーズ殿堂入り | ワシントン・ウィザーズ殿堂入り | ワシントン・ウィザーズ殿堂入り | ワシントン・ウィザーズ殿堂入り | ワシントン・ウィザーズ殿堂入り | ワシントン・ウィザーズ殿堂入り | ワシントン・ウィザーズ殿堂入り | ワシントン・ウィザーズ殿堂入り |
| 選手                           | 選手                           | 選手                           | 選手                           | 選手                           | 選手                           | 選手                           | 選手                           | 選手                           | 選手                           |
| No.                            | 名前                           | ポジション                     | 在籍期間                       | 殿堂入り年                     | No.                            | 名前                           | ポジション                     | 在籍期間                       | 殿堂入り年                     |
| ------------------------------ | ------------------------------ | ------------------------------ | ------------------------------ | ------------------------------ | ------------------------------ | ------------------------------ | ------------------------------ | ------------------------------ | ------------------------------ |
| 41                             | ウェス・アンセルド             | C/F                            | 1968–1981                      | 1988                           | 10 33                          | アール・モンロー               | G                              | 1967–1971                      | 1990                           |
| 11                             | エルヴィン・ヘイズ             | C/F                            | 1972–1981                      | 1990                           | 21                             | デイブ・ビン                   | G                              | 1975–1977                      | 1990                           |
| 8                              | ウォルト・ベラミー 1           | C                              | 1961–1965                      | 1993                           | 15                             | ベイリー・ハウエル             | F/G                            | 1964–1966                      | 1997                           |
| 4                              | モーゼス・マローン             | C/F                            | 1986–1988                      | 2001                           | 23                             | マイケル・ジョーダン           | G/F                            | 2001–2003                      | 2009                           |
| 25                             | ガス・ジョンソン               | F/C                            | 1963–1972                      | 2010                           | 50                             | ラルフ・サンプソン             | C                              | 1991                           | 2012                           |
| 30                             | バーナード・キング             | F                              | 1987–1993                      | 2013                           | 2                              | ミッチ・リッチモンド           | G                              | 1998–2001                      | 2014                           |
| 24                             | スペンサー・ヘイウッド         | F/C                            | 1981–1983                      | 2015                           | 10                             | ボブ・ダンドリッジ             | F/G                            | 1977–1981                      | 2021                           |
| 2 4                            | クリス・ウェバー               | F/C                            | 1994–1998                      | 2021                           | 30                             | ベン・ウォーレス               | C/F                            | 1996–1999                      | 2021                           |
| 34                             | ポール・ピアース               | F                              | 2014–2015                      | 2021                           |                                |                                |                                |                                |                                |
| コーチ                         |                                |                                |                                |                                |                                |                                |                                |                                |                                |
| 名前                           | 名前                           | 役職                           | 在籍期間                       | 殿堂入り年                     |                                | 名前                           | 役職                           | 在籍期間                       | 殿堂入り年                     |
| 21                             | スリック・レナード             | ヘッドコーチ                   | 1962–1964                      | 2014                           |                                |                                |                                |                                |                                |
| 貢献者                         |                                |                                |                                |                                |                                |                                |                                |                                |                                |
| 名前                           | 名前                           | 役職                           | 在籍期間                       | 殿堂入り年                     |                                | 名前                           | 役職                           | 在籍期間                       | 殿堂入り年                     |
| ロッド・ソーン                 | ロッド・ソーン                 | G                              | 1979–2013                      | 2010                           | ダグ・コリンズ                 | ダグ・コリンズ                 | ヘッドコーチ                   | 1994-1999                      | 2022                           |

注釈
- 1 ベラミーはローマ五輪代表チームとしても殿堂入りを果たした。

### FIBA殿堂入り
| ワシントン・ウィザーズFIBA殿堂入り | ワシントン・ウィザーズFIBA殿堂入り | ワシントン・ウィザーズFIBA殿堂入り | ワシントン・ウィザーズFIBA殿堂入り | ワシントン・ウィザーズFIBA殿堂入り |
| 選手                               | 選手                               | 選手                               | 選手                               | 選手                               |
| No.                                | 名前                               | ポジション                         | 在籍期間                           | 殿堂入り年                         |
| ---------------------------------- | ---------------------------------- | ---------------------------------- | ---------------------------------- | ---------------------------------- |
| 10                                 | アンドリュー・ゲイズ               | G                                  | 1994                               | 2013                               |
| 23                                 | マイケル・ジョーダン 1             | G/F                                | 2001–2003                          | 2015                               |
| 21                                 | ファブリシオ・オベルト             | C                                  | 2009–2010                          | 2019                               |

注釈
- 1 ジョーダンはバルセロナ五輪代表チームとしても殿堂入りを果たした。

## チーム記録
ワシントン・ウィザーズのチーム記録

## 脚註
1. ↑  “Wizards Unveil New Logos and Uniforms”. NBA Media Ventures, LLC. (2011年5月10日) 2016年6月2日閲覧. "The Washington Wizards unveiled the team's updated look featuring a red, white and blue color scheme today during a special event on the Verizon Center practice court."
2. ↑  “Washington Wizards Reproduction and Usage Guideline Sheet”.   NBA Properties, Inc.. 2017年12月22日閲覧。
3. ↑  “Monumental Sports & Entertainment Announces GEICO as First-Ever Jersey Patch Partner”. WashingtonWizards.com (Press release). NBA Media Ventures, LLC. 1 November 2018. 2018年11月3日閲覧.
4. ↑  Candace Buckner (2018年1月30日). “John Wall to undergo knee surgery, expected to miss 6-8 weeks and NBA All-Star Game” (英語). The Washington Post 2018年1月31日閲覧。
5. ↑  “All-star John Wall returns as Wizards beat Hornets” (英語). ESPN.com.  ESPN (2018年3月31日). 2018年4月1日閲覧。
6. ↑  “Down at half, Lowry's 24, bench help Raps top Wiz 102-92” (英語). ESPN.com (2018年4月27日). 2018年4月28日閲覧。
7. ↑  “Wizards acquire Russell Westbrook”. NBA.com (2020年12月2日). 2020年12月2日閲覧。
8. ↑  “Houston Rockets, Washington Wizards agree to Russell Westbrook-John Wall trade”. ESPN.com (2020年12月2日). 2020年12月3日閲覧。
9. ↑  “Sources: Wizards' Brooks out as talks fall apart” (英語). ESPN.com (2021年6月16日). 2021年6月16日閲覧。
10. ↑  “Wizards agree to trade Deni Avdija to Blazers for Malcolm Brogdon, No. 14 pick” (英語). NBA.com (2024年7月6日). 2024年10月1日閲覧。
11. ↑  Coon, Larry. “NBA Salary Cap FAQ – 2011 Collective Bargaining Agreement”. 2015年5月27日時点のオリジナルよりアーカイブ。2014年4月13日閲覧。 “If the player is already under contract to, or signs a contract with a non-NBA team, the team retains the player's draft rights for one year after the player's obligation to the non-NBA team ends. Essentially, the clock stops as long as the player plays pro ball outside the NBA.”
12. ↑  Filyo, Jackson (2023年10月29日). “Wizards select Johnny Davis with 10th pick in 2022 NBA Draft”. NBA.com. 2022年6月24日時点のオリジナルよりアーカイブ。2022年6月24日閲覧。
13. ↑  “Bill Russell's No. 6 jersey to be retired throughout NBA”. NBA.com (2022年8月11日). 2022年8月17日時点のオリジナルよりアーカイブ。2022年8月24日閲覧。
14. ↑  Golliver, Ben (2022年8月11日). “NBA permanently retires Bill Russell's No. 6”. Washington Post.  オリジナルの2022年11月7日時点におけるアーカイブ。 2022年8月24日閲覧。